# Monochromator
Ein Monochromator (griech.: mono = ein + chroma = Farbe) ist ein optisches Gerät zur spektralen Isolierung einer bestimmten Wellenlänge aus einem einfallenden Strahl (zumeist elektromagnetische Strahlung wie Licht, Röntgenstrahlung, Synchrotronstrahlung, aber auch Neutronenstrahlung). Elektromagnetische Strahlung ist ohne Behandlung – bedingt durch ihre Herkunft – polychromatisch, also aus verschiedenen Wellenlängen zusammengesetzt (poly = viel). Bei der Verwendung eines Monochromators wird der unerwünschte Anteil der Strahlung absorbiert oder abgelenkt.
Für verschiedene Wellenlängenbereiche elektromagnetischer Strahlung differiert die Funktionsweise von Monochromatoren.

## Beispiel Licht

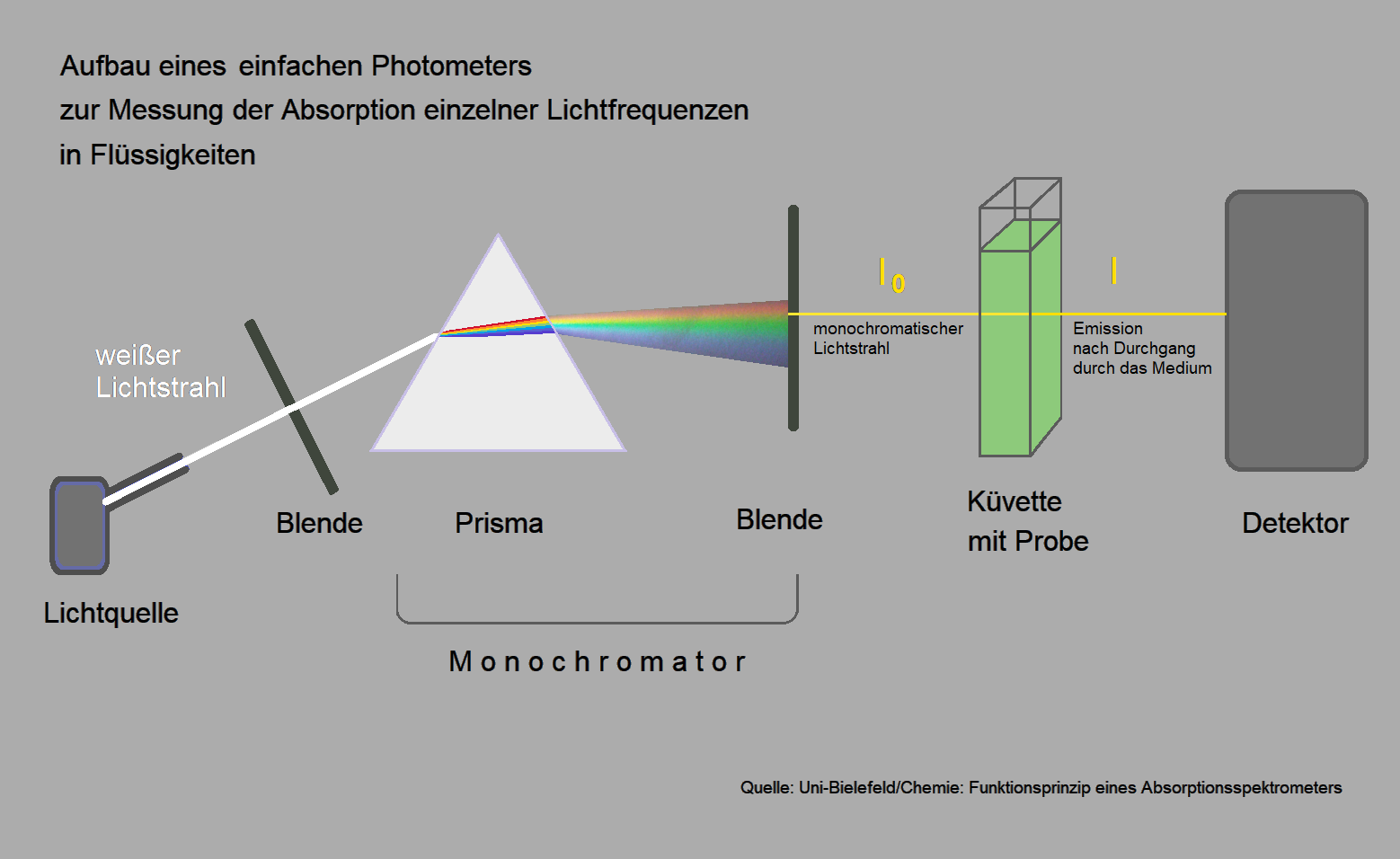
Einfacher Monochromator in einem Photometer bestehend aus einem Prisma und einer Blende.

Aufbau und Funktionsweise eines Czerny-Turner-Monochromators. Mit Hilfe eines Spalts (B) und Hohlspiegels (C) wird polychromatisches Licht parallel auf ein Optisches Gitter (D) geleitet, das die verschiedenen monochromatischen Fraktionen in unterschiedlichen Winkeln reflektiert. Anschließend wird das Licht über einen zweiten Hohlspiegel (E) und Spalt (F) selektiert. Durch Veränderung des Winkels des Optischen Gitters können unterschiedliche Farben ausgewählt werden.

Für Licht, also elektromagnetische Strahlung im sichtbaren Wellenlängenbereich oder nahen Nebenbereichen, können folgende Prinzipien ausgenutzt werden.

### Dispergierende Elemente

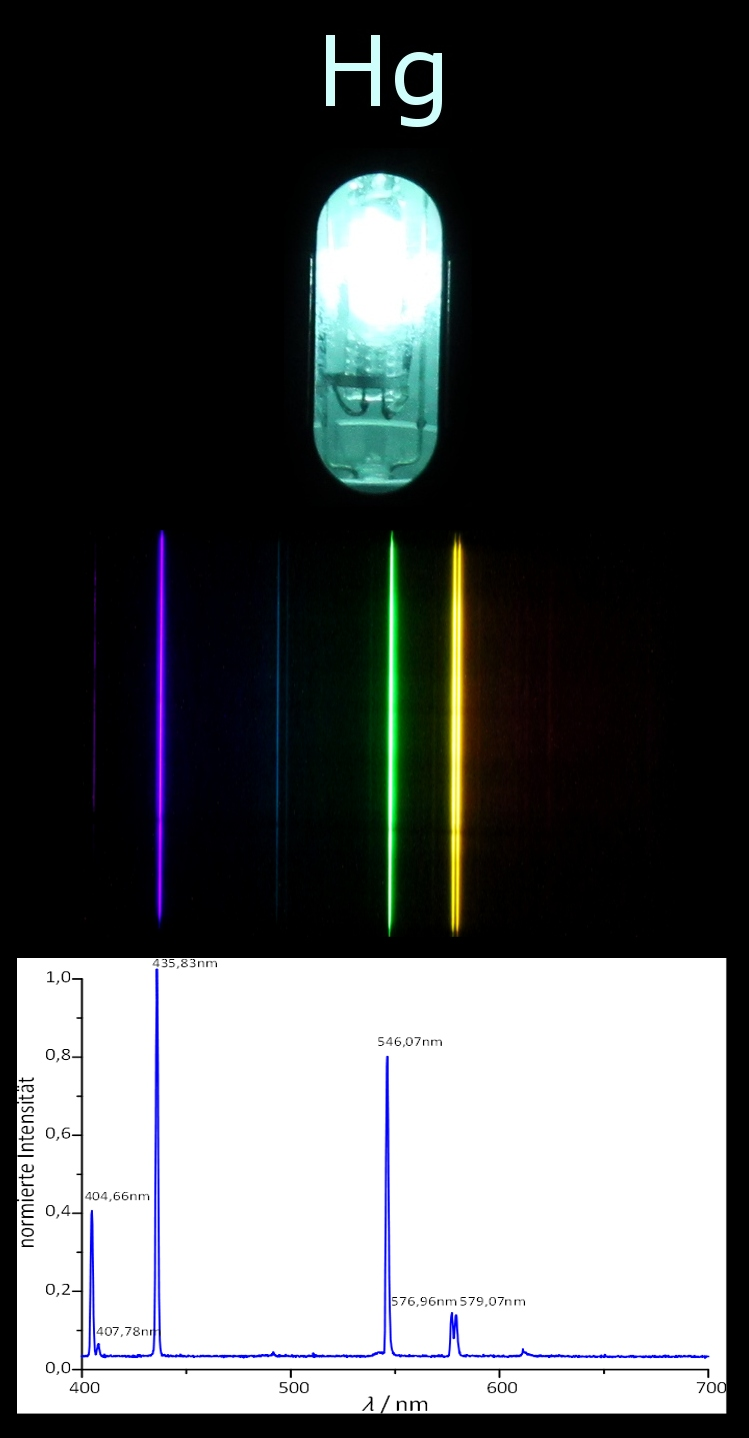
Spektrum einer Quecksilberdampflampe

Das einfallende Licht wird vor dem Monochromator auf dessen Eintrittsspalt abgebildet, der für den Monochromator als sekundäre Lichtquelle dient. Das Licht wird dann innerhalb des Monochromators abhängig von seiner Wellenlänge (siehe auch: Elektromagnetische Welle) stufenlos aufgefächert. Das geschieht durch ein dispergierendes Element (z. B. ein Prisma) oder ein optisches Gitter (an dem das Licht nicht dispergiert, sondern gebeugt wird).
Mittels einer weiteren Spaltblende, dem Austrittsspalt, wird ein möglichst kleiner Wellenlängenbereich (=Spektralfarbe) aus diesem aufgefächerten Licht mit der gewünschten Wellenlänge hindurchgelassen. Dieser Spalt dient als sekundäre Lichtquelle für den Rest des Messaufbaus. Der unerwünschte Teil der Strahlung wird hier von der Blende absorbiert. Damit diese Selektion möglichst rein erfolgt, wird mit optischen Mitteln (meist Hohlspiegeln) der Eintrittsspalt auf den Austrittsspalt abgebildet.
Die Breite von Eintritts- und Austrittsspalt ist meist manuell einstellbar, man stellt sie normalerweise auf gleiche Breiten ein (typisch 0,5 bis 2 mm). Die optimale Breite ergibt sich als Kompromiss aus benötigter Intensität des Lichts (also nicht zu schmal) und benötigter spektraler Auflösung (also nicht zu breit). Die spektrale Spaltbreite gibt an, welcher Wellenlängenbereich vom linken bis zum rechten Rand des Austrittsspalts überstrichen wird, also die Wellenlängenauflösung oder das spektrale Auflösungsvermögen. Neben der Spaltbreite sind manchmal auch die Spalthöhen durch ein weiteres Blendenpaar einstellbar (typisch 10 bis 20 mm).
Je nach Einsatzbereich und Intensität des einfallenden Lichtes muss die Blende gekühlt werden, da die Absorption des Lichtes eine Erwärmung des Absorbers hervorruft.
Ein Prisma setzt man dann ein, wenn ein großer Wellenlängenbereich abgedeckt werden soll. Je nach Wellenlängenbereich setzt man Prismen aus Glas (sichtbar VIS, nahes IR, nahes UV) oder aus Steinsalz (NaCl, für fernes IR) ein. Letztere bedürfen wegen ihrer Hygroskopie einer intensiven Pflege.
Beim Gitter hängt der Ablenkwinkel im Gegensatz zum Prisma über eine Sinusfunktion von der Wellenlänge ab. Das spektrale Auflösungsvermögen hängt neben dem wellenlängenabhängigen Ablenkwinkel auch von der Spaltbreite ab. (Es entsteht zusätzlich Licht höherer Ordnung.)
Durch sogenannte holografische Gitter werden die zuletzt genannten Nachteile immer mehr vermieden. Von den holografischen Gittern gibt es mittlerweile auch Ausführungen, die selbst zusätzlich wie ein Hohlspiegel geformt sind (engl. concave blazed holographic gratings); damit werden sämtliche weitere abbildenden Elemente (Spiegel) zwischen Eintritts- und Austrittsspalt überflüssig, wodurch Verluste und Abbildungsfehler weiter vermindert werden.
Zur Einstellung der gewünschten Wellenlänge ist das dispergierende Element (manchmal auch eins der anderen Abbildungselemente wie ein Spiegel) meist auf einem Drehteller montiert, der über eine Welle als mechanischem Antrieb von außen angesteuert wird. An dieser Welle ist außen bei automatischem Betrieb (Handbetrieb ist auch immer noch möglich) ein elektromotorischer Antrieb sowie ein Drehwinkelgeber (z. B. Mehrgang-Analogpotentiometer) zur Erfassung der momentanen Position angeflanscht.
Zur Reduktion des Streulichts werden auch Doppelmonochromatoren gebaut, die praktisch aus zwei direkt hintereinander montierten Einzelmonochromatoren in einem gemeinsamen Gehäuse bestehen. Sie weisen einen dritten optischen Spalt in der Mitte auf und haben die beiden Drehantriebe zur Wellenlängeneinstellung spielfrei gekoppelt. Durch die Hintereinanderschaltung von identischen Monochromatoren erhöht sich das spektrale Auflösungsvermögen nicht. Streulicht ist dabei Licht einer anderen Wellenlänge, die nicht in das Wellenlängenintervall des Monochromators fällt. Durch ein nicht ideales dispersives Element (z. B. Optisches Gitter) wird fälschlicherweise dieses Streulicht auf den Ausgangsspalt abgebildet und detektiert. Durch zweimaliges Anwenden der Frequenzselektion mit dem Doppelmonochromator wird das störende Streulicht reduziert. Anwendung findet der Doppelmonochromator beispielsweise in der Spektroskopie der Ramanstreuung.

### Kalibrierung
Vor einer Messung muss die Zuordnung zwischen der mechanischen Stellung des dispergierenden Elements und der dabei selektierten Wellenlänge ermittelt werden, also die Kalibrierung. Zu diesem Zweck verwendet man meistens eine Lichtquelle mit bekannten, schmalbandigen Spektrallinien und misst den Intensitätsverlauf hinter dem Monochromator in Abhängigkeit von der Monochromatorposition. Als Lichtquelle bietet sich hier die Quecksilberdampflampe an, da sie wohlbekannte Linien im gesamten sichtbaren und im UV-Bereich aufweist.
Zwischen den durch diese Linien gefundenen Stützpunkten interpoliert man später die Kalibrierkurve in Form einer möglichst glatten Kurve, um die Zuordnung auch an beliebigen Zwischenpunkten zu erhalten. Man kann sogar vorsichtig etwas über den Bereich der beobachteten Spektrallinien hinaus extrapolieren.

### Interferometer
Interferometer dienen als durchstimmbare, extrem schmalbandige Interferenzfilter. Insbesondere das Fabry-Pérot-Interferometer wird in manchen Bereichen als Monochromator für die Spektroskopie verwendet.

## Beispiel Röntgenstrahlen

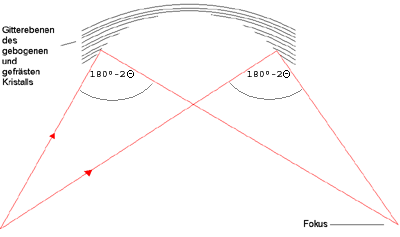
Schematische Darstellung der Wirkungsweise eines fokussierenden Kristallmonochromators

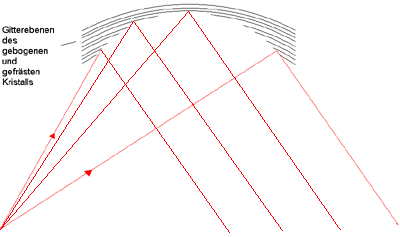
Schematische Darstellung der Wirkungsweise eines Kristallmonochromators für die Präkollimation

Ein Monochromator für Röntgenstrahlung, also elektromagnetische Strahlung im Wellenlängenbereich von 10–0,002 nm, erfüllt prinzipiell die gleiche Funktion, nur auf eine andere Weise:
An einem geeigneten Kristall in einem geeigneten Winkel wird die Strahlung nach der Bragg-Bedingung reflektiert. Da die Röntgenstrahlen in den Kristall eindringen, wird die Strahlung nicht nur an der Kristalloberfläche reflektiert werden, sondern an sehr vielen Gitterebenen des Kristallgitters. Ein Strahl, der an der äußersten Gitterebene reflektiert wird, legt eine kürzere Strecke zurück als ein Strahl, der von einer Ebene innerhalb des Kristalls reflektiert wird. Diese Streckendifferenz wird Gangunterschied genannt.
Durch diesen Gangunterschied kommt es zu einer Interferenz der Strahlen. Durch die hohe Anzahl an verschiedenen Gangunterschieden sowie durch die hohe Anzahl an reflektierenden Gitterebenen erfahren beinahe alle Wellenlängen eine destruktive Interferenz.
Nur diejenige Wellenlänge, die in dem gegebenen Winkel die Bragg-Bedingung erfüllt, interferiert konstruktiv.
Für röntgenographische Messungen werden meist gebogene Kristallmonochromatoren verwendet, aus der eine Rundung heraus gefräst wurde. Ein solcher Monochromator kann der Fokussierung oder der Präkollimation eines divergenten Röntgenstrahls dienen.
Anwendung finden Kristallmonochromatoren z. B. für:
- Röntgendiffraktometrie
- Röntgenfluoreszenzanalyse
- Photoelektronenspektroskopie
- Absorptionsverfahren wie EXAFS, XANES, AAS.